# Astalotesia
Astalotesia là một chi bướm đêm thuộc họ Geometridae.

## Các loài
- Astalotesia bucurvata Ferguson, Blanchard & Knudson, 1983